# 2015年深圳土砂崩事故
2015年深圳土砂崩事故（2015ねんシンセンどしゃくずれじこ）は、2015年12月20日午前11時40分に中国広東省深圳市光明新区鳳凰社区にある恒泰裕工業園（工業団地、2017年に取り壊した）で発生した大規模な土砂崩れ事故である。
中国共産党総書記の習近平と国務院総理の李克強は全力で救出にあたるよう指示した。消防や警察が2000人が出動し、救人作業にあたったという。

## 事故概要

### 原因
人民日報の報道では「初期調査では近隣の工事現場から運び込まれ積みあがっていた残土が土砂崩れの原因だった可能性が指摘されている」と伝えている。

### 被害状況
2015年12月20日午前11時40分、広東省深圳市光明新区鳳凰社区の恒泰裕工業団地内で大規模な土砂崩れが発生し、付近の工場や民家など33棟が倒壊したり、埋まったりした、現場からは約900人が避難したが、男性59人と女性32人が行方不明。

## 中国当局の反応
中国共産党中央総書記、国家主席、党中央軍委主席の習近平と国務院総理（首相）の李克強の二人は全力で救出にあたるよう指示した。
国務委員、公安部部長の王勇とする国務院の対策チームが現地に派遣された。
深圳市長の許勤は北京の会議を緊急終止、深圳市に返り、現場で救助活動を指揮していた。
2015年12月25日、中華人民共和国国務院「深圳光明新区『12·20』滑坡災害調査組」の調査認定によって、この事故は地すべりではなく人工積土による埋立地の滑動であり、自然地質災害ではなく生産安全事故であった。